# Лаусниц-Нойштадт-на-Орле
Лаусниц-Нойштадт-на-Орле (нем. Lausnitz) — община в Германии, в земле Тюрингия. 
Входит в состав района Заале-Орла. Подчиняется управлению Оппург.  Население составляет 344 человека (на 31 декабря 2010 года). Занимает площадь 8,43 км².